# バヤルド
バヤルド(伊: Bajardo)は、イタリア共和国リグーリア州インペリア県にある、人口約300人の基礎自治体（コムーネ）。

## 地理

### 位置・広がり

#### 隣接コムーネ
隣接するコムーネは以下の通り。
- アプリカーレ
- バダルッコ
- カステルヴィットーリオ
- チェリアーナ
- モリーニ・ディ・トリオーラ
- サンレーモ

### 地震分類
イタリアの地震リスク階級 (it) では、3 に分類される
。

## 行政

### 分離集落
バヤルドには、以下の分離集落（フラツィオーネ）がある。
- Arma, Berzi, Castel d'Eolo, San Gregorio, Vignai